# 厉以宁
厉以宁（1930年11月22日—2023年2月27日），男，江苏仪征人，生于南京，中国经济学家，北京大学哲学社会科学资深教授，中国共产党党员、中国民主同盟成员。曾任民盟中央副主席，第七届、八届、九届全国人大常委，第十届、十一届、十二届全国政协常委。

## 生平
厉以宁於4歲時隨家人遷居到上海，1941年考上上海市南洋模範中學。1943年隨家人遷居到湖南沅陵，考上長沙市雅禮中學。1946年重返南京，轉到南京市金陵大學附中讀高二。1949年2月以優等生資格接到金陵大學化學工程系錄取通知書。同年12月厲以寧到湖南省沅陵市參加工作，在一家消費合作社擔任會計。1951年參加高考，他委託當時正在北京大學歷史系學習的趙輝傑代為報名。同年7月厲以寧在湖南長沙應試，同年8月接到錄取通知書，考上北京大学经济学系，受教于陈岱孙、陈振汉、赵迺抟等。1955年毕业后留校工作。1956年加入中國民主同盟。厉以宁在经济系的资料室从事了二十年的编译工作。这段工作经历对于改革开放后厉以宁在中国经济学界的地位影响很大。从20世纪50年代末至60年代初，厉以宁翻译了超过200万字，主办《国外经济学动态》杂志并且撰写其中绝大多数文章，介绍了凯恩斯、熊彼特、哈耶克、希克斯等人思想。
1985年至1992年任北大经济学院经济管理系主任。1988年3月至1993年3月任第七屆全國人民代表大會常務委員會委員、法律委員會副主任委員。1993年3月至1998年3月任第八屆全國人民代表大會常務委員會委員、法律委員會副主任委員。1993年至1994年任北大工商管理学院（現名光华管理学院）院长，1994年至2005年任北大光华管理学院院长。1998年3月至2003年3月任第九屆全國人民代表大會常務委員會委員、財經委員會副主任委員。2005年北京大學民營經濟研究院成立，厲以寧擔任首任院長。同年11月6日在厲以寧的倡議下，成立北京大學貧困地區發展研究院。
1999年7月11日北大成立學部學術委員會，設立社會科學學部，厲以寧擔任首任學部主任。2003年3月至2008年3月任中國人民政治協商會議第十屆全國委員會常務委員會委員、經濟委員會副主任。2008年3月至2013年3月任中國人民政治協商會議第十一屆全國委員會常務委員會委員、經濟委員會副主任。2013年3月至2018年3月任中國人民政治協商會議第十二屆全國委員會常務委員會委員。2013年任中國民生研究院學術委員會主任。
2023年2月27日19时31分因病醫治無效在北京协和医院逝世，享年92岁。

## 著作
经济学著作80余种。如
- 《论加尔布雷思的制度经济学说》1979年商务印书馆
- 《关于经济问题的通信》1984年4月上海人民出版社
- 《股份制与现代市场经济》1994年1月江苏人民出版社
- 《怎样组建股份制与股份合作制企业》1998年3月
- 《论民营经济》2007年北京大学出版社
- 《中国经济双重转型之路》2013中国人民大学出版社

诗词
- 《厉以宁诗词选集》（上下卷），2008商务印书馆
- 《厉以宁诗词全集》 2017商务印书馆

文集
- 《厉以宁经济评论集》经济科学出版社 / 2005-01
- 《厉以宁自选集》学习出版社 / 2008-10
- 《厉以宁经济史文集》全6卷8册，商务印书馆 / 2015-08
  - 第1卷：希腊古代经济史（全两册）
  - 第2卷：罗马—拜占庭经济史(全两册)
  - 第3卷：资本主义的起源 比较经济史研究
  - 第4卷：工业化和制度调整——西欧经济史研究
  - 第5卷：二十世纪的英国经济——“英国病”研究
  - 第6卷：厉以宁经济史论文选

## 学术贡献
厉以宁在中国大陆的经济学界享有盛名，因其在1980年代较早提出了对产权不清晰的国有企业和集体企业进行大规模股份制改造的构想，而被经济学界冠以“厉股份”的绰号。在1986年北大“五四”科学讨论会上，厉以宁提出“经济改革的成功并不取决于价格改革，而取决于所有制的改革，也就是企业体制的改革。”厉以宁与享有“吴市场”之名的吴敬琏、第一代改革派经济学家于光远等经济学家同为中国改革开放的理论奠基人。
2005年，厉以宁任组长的非公有制经济发展专题组向中央报送了关于促进非公有制经济发展的建议后，支持民营经济的三十六条政策（非公经济36条）出台。厉以宁又多了一个“厉民营”的称号。他表示“无民不稳”“无民不富”“无民不活”。
2008年，厉以宁又提出农村土地改革，被称为“厉土地”。

## 奖项和荣誉
2004年荣获日本的福冈亚洲文化奖。 2013年獲得第十四屆CCTV中國經濟年度人物終身成就獎，2016年獲得第五屆吴玉章人文社会科学终身成就奖，2018年獲得国务院、党中央改革先鋒稱號、獎章，被称为“经济体制改革的积极倡导者”。

## 基尼系数算法争议
2002年在接受光明日报采访时，厉以宁教授给出了一个适用于中国的基尼系数的算法。他说：“中国目前处于体制转轨过程中，并且是个二元经济的国家，城市和农村的经济结构不同，生活方式的差别很大，不能笼统地用基尼系数来说明问题。我认为，按中国现阶段城乡二元经济的情况来分析，可以先算出两个基尼系数：一个是城市的基尼系数，另一个是农村的基尼系数。然后再用加权平均方法算出一个基尼基数。”通过他的算法，中国的基尼系数从0.40以上被大幅降低到“0.32－0.35之间”。
厉以宁的说法遭到一些学者的驳斥。批评者认为：
1. 区域之间的价格差距在日本、美国、巴西、印度都存在。印度的两元经济比中国还严重，是发展经济学教科书上的典型案例。[21]
2. 市场经济的发展，加速了资本、商品和人的流通，从而使地区之间的价格差距愈来愈小。
3. “研究收入差距的经济学家经常用更复杂的方法将收入差距的原因进行分解，目的是为了更好地解决收入差距的问题”，既然看到城乡收入差距，就应该提出以解决城乡收入差距为重点的政策建议。二元结构应是经济发展要消灭的目标，不能成为社会分配不均的托词。如果以两个基尼系数加权平均的方法计算，中国的基尼系数仍是名列前茅。[21]

## 著名学生
李克强、李源潮和陆昊等都是厉以宁的学生。1991年厉以宁、孟晓苏、李源潮、李克强合著《走向繁荣的战略选择》。2018年新加坡南洋出版社出版了本书英译本。
史东明，北京大学经济学院教授。熊维平，原国务院国有重点大型企业监事会主席。孟晓苏，现任汇力基金董事长。

## 家族
胞弟厲以京（華南理工大學工管管理學院首任院長），厲以平（北京師範大學珠海分校國際商學部首任學部長），三人在學界號稱“厲氏三兄弟”。
儿子厉伟，松禾资本创始合伙人。儿媳崔京涛，深圳延宁董事长。

## 轶事
除了经济学方面的建树，厉以宁还以擅写中国古典诗词著称。

## 外界评价
北京大学党委书记郝平：“研究他的经济思想和理论，可以帮助我们深刻理解中国特色社会主义市场经济从哪里来、为什么成功、要怎样发展”。
许纪霖认为，厉以宁是只谈经济自由主义而不谈政治自由主义的发展主义经济学家代表。